# Mayor Julio Dionisio Otaño
Mayor Julio Dionisio Otaño, o simplemente Mayor Otaño es un distrito del departamento de Itapúa, Paraguay, ubicada aproximadamente a 70 km de la Ruta N.º 6, la cual une las ciudades de Encarnación y Ciudad del Este.
Está situada casi en el límite con el departamento de Alto Paraná, está rodeado por los ríos Paraná, Yacuy Guazú y otros.

## Toponimia
Recibe su nombre en honor al mayor Julio Dionisio Otaño (1907 - 1936), un destacado militar paraguayo oriundo de Concepción que combatió en la Guerra del Chaco (1932 - 1935) y se destacó por su valentía y arrojo en el campo de batalla, participó en las batallas de Boquerón, Yujra, Alihuatá, Kilómetro 7, Saavedra, Herrera, Falcón, Pozo Favorito, Strongest, El Carmen, Oruro, Ybybobo, El Mirador, Agua Blanca y Capiírendá. 
Se cuenta que en la batalla de Saavedra de 1932 recibió más de 15 heridas en el lapso de dos días, pero sobrevivió a todas ellas, rechazó ser evacuado como herido y volvió al campo de batalla, este mismo hecho se volvería a repetir en la batalla de Capiirendá, donde recibió 22 heridas, pero volvió nuevamente al campo de batalla. A pesar de todas las heridas, Otaño nunca dejó de combatir hasta el final del conflicto en 1935. Por todo esto, le fueron otorgadas todas las condecoraciones de la Guerra, la Medalla de Boquerón, la Cruz del Chaco y la Cruz del Defensor.
Luego de la guerra, Otaño terminó falleciendo desangrado luego de recibir un balazo en uno de los incidentes que hubo durante el golpe de Estado de Rafael Franco el 17 de febrero de 1936, en cercanías de la Plaza Uruguaya, Asunción.

## Historia
Mayor Otaño denominada como la “Capital de la naranja y Yerba Mate”, fue mensurado en Colonización en el año 1937 por un Decreto de Expropiación Ley 9273 del 19 de febrero del mismo año. Mensura hecha por el Agrimensor Público Basilio Mallorquín. Tierra expropiada a los terratenientes de la época BARTHE Y CIA.
Fue fundada en el año 1944 y elevada a la categoría de Distrito  por un Decreto Ley N° 724 del 15 de noviembre de 1978. Inicialmente se la conocía con el nombre de Puerto Lezcano, hoy día es llamada Mayor Julio Dionisio Otaño. En consecuencia la Colonia Mayor Julio Dionisio Otaño, se desafecta del Distrito de Capitán Meza.

## Geografía
El distrito de Mayor Otaño se encuentra en la zona noreste del departamento de Itapúa. Tiene como límites a un distrito del mismo departamento, un departamento y un país:
- Norte: Departamento de Alto Paraná.
- Sur: Carlos Antonio López.
- Este: República Argentina.
- Oeste: Carlos Antonio López.

## Demografía
El distrito cuenta con un total de 10 101 habitantes según datos oficiales del censo paraguayo de 2022.